# Kärlekens jävla trälar
Kärlekens jävla trälar är en svensk populärmusikorkester som varit aktiv från slutet av 1980-talet och framåt. Eftersom de aldrig slutat, existerar gruppen fortfarande. KJT spelar rockmusik med rötterna i finsk tango och "rautalanka" (ståltråd), en finsk version av den instrumentalmusik som spelades av The Shadows och andra på 1960-talet. Trälarnas texter är på engelska.

## Bakgrund
Gruppens frontfigur är Sammi Nummelin, vars finska föräldrar lyssnade på traditionell finsk tango. Sammi hittade en gång i föräldrahemmet ett kassettband med texten "E Grön" på, som syftade på den finska brottaren och tangosångaren  Eino Grön, men som Sammi förhoppningsfullt trodde innehöll musik med Ebba Grön. Trots besvikelsen gillade han det han hörde, och på så sätt kom Nummelin att lyssna på finsk tango och schlager från 1930- och 1940-talen. Här föddes ett intresse för att kombinera känslan i den finska tangon med i rock i ett band med rötter i punken. Samtidigt hade Mikloz Fläckman börjat intressera sig för den nya argentinska tangon, med Astor Piazzolla som huvudfigur. Och ur denna mix - finsk och argentinsk tango + punk - skapades Kärlekens jävla trälars sound och låtkatalog.
Kärlekens jävla trälar spelade under sin mer aktiva tid på mindre ställen i Stockholm, som Kafé 44, och blev snart ett omtalat kultband. Gruppen medverkade bland annat i TV-programmet Mejeriet och spelade på Hultsfredsfestivalen 1989. 1990 erbjöds gruppen ett skivkontrakt och tilldelades legendaren Anders Burman som producent. Men eftersom flera av medlemmarna hade andra åtaganden, och tre av dem dessutom skulle bli fäder samtidigt, rann detta ut i sanden. Kärlekens jävla trälars musik finns än i dag bara på några demokassetter av mindre god kvalitet samt i två Youtube-klipp. 
Två av medlemmarna i gruppen, Hernestam och Stawe, kom från Dom Dummaste. Hernestam spelar i dag Weeping Willows, han var även länge medlem i Thåströms band. Anders Hernestam, skrev redan under tiden i Kärlekens jävla trälar låten Take Me, som i Weeping Willows tappning blev Touch Me från deras album Into the Light. Mikloz Fläckman var låtskrivare och gitarrist i Traste Lindéns Kvintett under åren 1986-92. Martin Ek har bl a spelat i punkgruppen Guds barn.
Sammi Nummelin gav 1988 - då han arbetade som rivningsbas på byggen - ut romanen "Månen ur en brunn" som kritikerhyllades.
Från 2011 har Kärlekens jävla trälar återförenats live då och då och bland annat spelat på Södra Teatern och Kapsylen i Stockholm.

## Medlemmar
- Sammi Nummelin – sång
- Henrik Stawe – basgitarr
- Anders Hernestam – trummor
- Mikloz Fläckman – gitarr
- Martin Ek – dragspel, klaviatur
- Pär Ulander – dragspel